# Municipio de Finn
El municipio de Finn (en inglés: Finn Township) es un municipio ubicado en el condado de Logan en el estado estadounidense de Dakota del Norte. En el año 2010 tenía una población de 16 habitantes y una densidad poblacional de 0,18 personas por km².

## Geografía
El municipio de Finn se encuentra ubicado en las coordenadas 46°35′24″N 99°6′11″O / 46.59000, -99.10306. Según la Oficina del Censo de los Estados Unidos, el municipio tiene una superficie total de 89.72 km², de la cual 87,55 km² corresponden a tierra firme y (2,42 %) 2,17 km² es agua.

## Demografía
Según el censo de 2010, había 16 personas residiendo en el municipio de Finn. La densidad de población era de 0,18 hab./km². De los 16 habitantes, el municipio de Finn estaba compuesto por el 100 % blancos. Del total de la población el 0 % eran hispanos o latinos de cualquier raza.